# Wolfgang Pöckl
Wolfgang Pöckl (* 11. August 1952 in Sankt Gilgen) ist ein österreichischer Sprach- und Übersetzungswissenschaftler.

## Leben und Wirken
Im Jahr 1970 nahm Wolfgang Pöckl das Studium der Romanistik und Germanistik an der Universität Salzburg auf, welches er 1975 mit dem Magister in Lehramt Französisch/Deutsch abschloss. Ab 1973 betätigte er sich als Lektor für Deutsche Sprache und Österreichische Kultur am Centre Universitaire von Le Mans (Frankreich). Nach seinem Abschluss arbeitete er als Universitätsassistent am Institut für Romanistik der Universität Salzburg. Dort promovierte er zum Thema Zur Übersetzung literarischer Texte: Peter Handkes Erzählung „Wunschloses Unglück“ in englischer, französischer, spanischer und italienischer Sprache im Jahr 1978 zum Dr. phil. Die Habilitation folgte im Jahr 1988 mit der Schrift Formen produktiver Rezeption François Villons im deutschen Sprachraum. Daraufhin wurde er zum Leiter der Abteilung Übersetzungswissenschaft und Rezeptionsforschung am Institut für Romanistik der Universität Salzburg bestellt. Außerdem lehrte er unter anderem in Luxemburg, Graz, Innsbruck, Lausanne und Valencia als Gastprofessor. 
Im Jahr 1997 wurde er zum Professor für Romanistik an den Fachbereich Angewandte Sprach- und Kulturwissenschaft der Universität Mainz in Germersheim berufen, wo er eine Funktionsperiode lang auch das Amt des Dekans innehatte. Seit 2003 ist er Professor am Institut für Translationswissenschaft der Universität Innsbruck, dessen Leitung er 2005 übernahm. 
Pöckls Forschungsschwerpunkte sind Kontrastive Sprachwissenschaft, Übersetzungsgeschichte, Fachsprachenforschung, Fachübersetzung und Literaturübersetzung. Er ist unter anderem Mitglied des Deutschen Romanistenverbands und des Deutschen Hispanistenverbands.

## Publikationen (Auswahl)
- als Herausgeber: Europäische Mehrsprachigkeit. Festschrift zum 70. Geburtstag von Mario Wandruszka. Niemeyer, Tübingen 1981, ISBN 3-484-50168-5.
- mit Franz Rainer: Einführung in die romanische Sprachwissenschaft (= Romanistische Arbeitshefte. 33). Niemeyer, Tübingen 1990, ISBN 3-484-54033-8 (Mehrere Auflagen).
- als Herausgeber: Literarische Übersetzung. Formen und Möglichkeiten ihrer Wirkung in neuerer Zeit. Beiträge zur Sektion Literarische Übersetzung des XXII. Deutschen Romanistentags in Bamberg (23.–25. September 1991) (= Abhandlungen zur Sprache und Literatur. 53). Romanistischer Verlag, Bonn 1992, ISBN 3-924888-95-7.
- als Herausgeber: Übersetzungswissenschaft, Dolmetschwissenschaft. Wege in eine neue Disziplin. Edition Praesens, Wien 2004, ISBN 3-7069-0238-9.
- als Herausgeber: Im Brennpunkt: Literaturübersetzung (= Forum Translationswissenschaft. 8). Peter Lang, Frankfurt am Main u. a. 2008, ISBN 978-3-631-56534-6.